# Pasquale Buonocore
Pasquale Buonocore (* 17. Mai 1916 in Neapel; † 1. September 2003 ebenda) war ein italienischer Wasserballspieler. Er war Europameister 1947 und Olympiasieger 1948.

## Karriere
Pasquale Buonocore war als Torwart mit Rari Nantes Neapel italienischer Meister in den Jahren 1939, 1941, 1942, 1949 und 1950.
Nach dem Zweiten Weltkrieg wurde die erste Europameisterschaft in Monte Carlo ausgetragen. Die italienische Mannschaft siegte mit Pasquale Buonocore, Gildo Arena, Emilio Bulgarelli, Aldo Ghira, Mario Majoni, Geminio Ognio, Gianfranco Pandolfini, Tullio Pandolfini, Luigi Raspini, Umberto Raspini und Cesare Rubini. Die Italiener gewannen ihre Vorrundengruppe und besiegten in der Finalrunde die Mannschaften aus Schweden und Belgien. Im Jahr darauf trat die italienische Mannschaft bei den Olympischen Spielen in London mit neun Europameistern an, nur die Brüder Raspini fehlten. Die italienische Mannschaft siegte vor Ungarn und den Niederlanden. Die Italiener spielten in der Vorrunde Unentschieden gegen Jugoslawien, gewannen aber alle anderen Partien. Torhüter Buonocore war in allen acht Spielen dabei. Während die Italiener 39 Tore warfen, ließ Buonocore nur 16 Gegentreffer zu.